# Godda
Godda è una suddivisione dell'India, classificata come municipality, di 37.007 abitanti, capoluogo del distretto di Godda, nello stato federato del Jharkhand. In base al numero di abitanti la città rientra nella classe III (da 20.000 a 49.999 persone).

## Geografia fisica
La città è situata a 24° 49' 60 N e 87° 13' 0 E e ha un'altitudine di 76 m s.l.m..

## Società

### Evoluzione demografica
Al censimento del 2001 la popolazione di Godda assommava a 37.007 persone, delle quali 19.985 maschi e 17.022 femmine. I bambini di età inferiore o uguale ai sei anni assommavano a 5.583, dei quali 2.889 maschi e 2.694 femmine. Infine, coloro che erano in grado di saper almeno leggere e scrivere erano 26.063, dei quali 15.326 maschi e 10.737 femmine.